# یرکیر

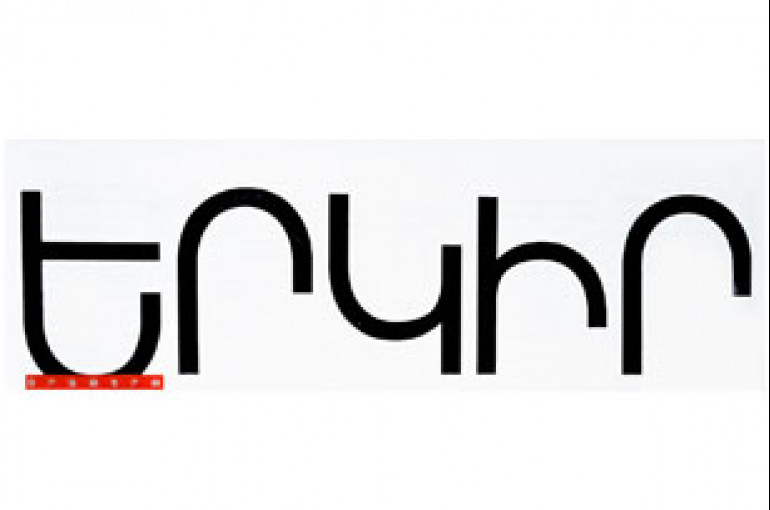
نشان‌وارهٔ رسمی روزنامهٔ ارمنی یرکیر - ۲۰۲۲

یرکیر (انگلیسی: Yerkir به معنی: کشور) روزنامه رسمی ارگان اصلی فدراسیون انقلابی ارمنی می‌باشد. نخستین شماره یرکیر در ۲۷ اوت ۱۹۹۱ در ایروان منتشر شد؛ و از آوریل ۲۰۰۲ در بیروت لبنان نیز به چاپ می‌رسد. تا پایان سال ۲۰۰۱ این روزنامه در هشت صفحه منتشر می‌شد.
مقالات نسخه آنلاین این روزنامه به زبان‌های انگلیسی روسی و ارمنی ارائه می‌گردد.